# Região de Planejamento do Pindaré
A Região de Planejamento do Pindaré é uma das 32 regiões administrativas do estado do Maranhão, no Brasil, sendo a maior em número de municípios e uma das maiores em extensão territorial. Apesar disso, é só o vigésimo mais densamente povoado. Leva o nome de um dos mais extensos e importantes rios do Maranhão, o Pindaré.
Santa Inês é o município-sede bem como o detentor do maior contingente populacional e maior economia da Região. É, ainda, a Região onde a infraestrutura regional de serviços do Governo do Estado do Maranhão é mais descentralizada.

## Municípios integrantes
Em ordem de PIB/capita (dados de 2007)  x Dados de 2018
1. Bom Jardim                     x    1. Santa Inês
2. Santa Inês                       x    2. Igarapé do Meio
3. São João do Caru           x    3. Tufilândia
4. Santa Luzia                     x    4. Pindaré-Mirim
5. Alto Alegre do Pindaré    x    5. Santa Luzia
6. Tufilândia                         x    6. Bom Jardim
7. Pio XII                             x    7. Pio XII
8. Satubinha                        x    8. Monção
9. Monção                            x    9. Bela Vista
10. Pindaré Mirim                   x    10. Alto Alegre do Pindaré
11. Bela Vista do Maranhão   x    11. São João do Caru
12. Igarapé do Meio               x     12. Satubinha

## Infraestrutura regional

### Segurança pública
Em Pindaré-Mirim está sediado o 7° Batalhão de Polícia Militar do Maranhão, responsável pela segurança pública de toda a grande região. Em Santa Inês está sediado o 6° Batalhão do Corpo de Bombeiros Militar do Maranhão

### Saúde
Em Santa Inês está localizado o maior hospital público da Região, o Hospital Macrorregional de Santa Inês, realizando serviços médicos de média e alta complexidade do Estado.
Localizado no município de Monção, o Hospital Geral de Monção é mais uma estrutura regional do Estado na área da saúde.

### Educação
Santa Inês - no município está instalado um campus da Universidade Estadual do Maranhão (Centro de Estudos Superiores de Santa Inês - CESSIN) bem como um campus do Instituto Federal de Educação, Ciência e Tecnologia do Maranhão (IFMA).
Pindaré-Mirim - o município conta com um campus do Instituto de Educação, Ciência e Tecnologia do Maranhão (IEMA).

### Proteção ao consumidor
O Instituto de Proteção e Defesa do Consumidor - PROCON/MA possui duas agências regionais na região, sendo uma em Santa Inês e outra no município de Santa Luzia.